# Томислав Пиплиця
Томислав Пиплиця (босн. Tomislav Piplica, нар. 5 квітня 1969, Бугойно) — боснійський футболіст, який грав на позиції воротаря. Виступав, зокрема, за клуб «Енергі», а також національну збірну Боснії і Герцеговини.

## Клубна кар'єра

### Початок кар'єри
Народився 5 квітня 1969 року в місті Бугойно. Розпочав свою кар'єру у віці 12 років у клубі «Істра 1961» як польовий гравець. А через рік його перевели на позицію воротаря. На молодіжному рівні також виступав за ФК «Загреб». У дорослому футболі дебютував 1992 року виступами за команду клубу «Істра», в якій дебютував у новоствореному Першій лізі Хорватії.
Згодом з 1993 по 1997 рік грав у складі «Сегесті». В цьому клубі був основним воротарем, а в сезоні 1993/94 років відзначився 3-ма голами зі штрафних ударів. В сезоні 1994/95 років відзначився 1 голом. У сезоні 1996/97 років разом з командою з міста Сисак вилетів до другої ліги. Вперше виїхав за кордон у 1997 році. Він провів 15 днів у таборі бельгійського клубу «Роял Антверпен», але перехід так і не відбувся через те, що «Сегеста», якій належив контракт воротаря, вимагала занадто великої фінансової компенсації. Напередодні початку сезону 1997/98 років перейшов у «Самобор», в якому відіграв один сезон, але й з цим клубом вилетів з вищого дивізіону.

### «Енергі» (Котбус)
1998 року перейшов до клубу «Енергі», за який відіграв 11 сезонів. Дебютував у Другій Бундеслізі 31 липня в переможному (2:0) проти «Штутгартер Кікерс». З моменту свого переходу до німецького клубу був гравцем стартової 11-ки. У 2000 році Енергі посіла 3-тє місце й вийшла до Бундесліги. У ній Томислав дебютував 12 серпня в програному (1:3) поєдинку проти бременського «Вердера». У сезоні 2001/02 років відзначився автоголом у програному (0:3) поєдинку проти мюнхенської «Баварії». Але став відомий, особливо в Німеччині, завдяки невдалій грі головою, яка призвела до голу, коли намагаючись перервати небезпечну подачу на нападника мюнхедгладаської «Борусії» Марселя Вітечека відбив м'яч головою, але той залетів у ворота його команди. Напередодні цієї помилки «Енергі» вела в рахунку 3:2, але через цю помилку матч завершився нічиєю з рахунком 3:3. За цей гол він отримав Рааб тижня, який він особисто отримав на Sendung TV total Стефана Рааба. У сезоні 2002/03 років втратив місце в стартовому складі на користь Андре Ленца. Зіграв у 9-ти матчах, але й в них встиг відзначитися вже 3-ім у своїй кар'єрі автоголом. За підсумками сезону разом з «Енергі» вилетів до Другої Бундесліги, де виступав протягом трьох наступних сезонів. З часом відвоював місце в стартовому складі, а в 2006 році допоміг своєму клубові повернутися в Бундеслігу.
Проте незважаючи на всі полики був дуже популярним серед уболівальників, тому в сезоні 2004/05 років мав дві автограф-сесії для фанів клубу. Окрім цього, його двічі обирали найкращим гравцем клубу. «Піпі», як його називали фани, відомий своїми виходами з воріт, але іноді цими діями він провокував невдоволення вболівальників. Мав честь особисто привітатися Герхардом Шредером та Ангелою Меркель. Канцлер Шредер навіть захотів пробити 11-метровий удар по воротам Пиплиці. Хоча всі радили йому пропустити цей м'яч Томислав вирішив проявити принциповість й відбив його, через що мав конфлікт з керівництвом клубу. Завершив професійну кар'єру футболіста виступами за команду «Енергі» у 2009 році. На прощальний матч Томислава, який відбувся 21 листопада 2009 року, в футболці «Енергі» прийшло 15 000 глядачів. Завдяки його відданості клубу, керівництво «Енергі» запопонувало Пиплиці посаду тренера та скаута, Томислав погодився й до 2011 року працював тренером у команді U-23.

## Виступи за збірні
На юніорського чемпіонаті світу 1987 року в Чилі, він став переможцем турніру в складі югославської збірної, а Роберт Просинечки, Давор Шукер, Звонимир Бобан та Предраг Міятович переграли в фіналі німецьку збірну у серії післяматчевих пенальті. Томислав був другим воротарем у команді, однак так і не виходив на поле.
У національній збірній Боснії і Герцеговини зіграв 9 матчів. 24 березня 2001 року дебютував в збірній у поєдинку кваліфікації Чемпіонату світу 2002 проти збірної Австрії. Востаннє в футболці національної збірної виходив на поле 21 серпня 2002 року в товариському поєдинку проти збірної Сербії на Кошеву. Його бажанню грати за хорватську збірну збутися так і не судилося, оскільки її головний тренер, Мирослав Блажевич, сказав Пиплиці спочатку зрізати волосся, а потім повертатися.
З 2010 по 2014 роки Томислав Пиплиця працював тренером воротарів та тренером боснійської збірної.

## Тренерська діяльність
5 січня 2010 року отримав тренерську ліцензію УЄФА, після навчання в Ябланиці. Наприкінці 2012 року Пиплиця зайняв посаду спортивного директора «СК Гартенфельс Торгау 04», де також працював одним з тренерів.
9 листопада 2012 року, у віці 43 років, він оголосив про те, що відновлює свою ігрову кар'єру в клубі шостого дивізіону німецького чемпіонату «Ейленбург», після того як головний воротар клубу зламав руку.
З 2015 року Пиплиця працював тренером воротарів команди Регіоналліги «Ваккер-90» (Нордгаузен). Після звільнення головного тренера Йозефа Альберсінгера 21 вересня 2016 року Томислав був призначений виконувачем обов'язків головного тренера й пропрацював у цьому статусі до завершення сезону 2016/17 років.

## Особисте життя
Має подвійне боснійсько-хорватське громадянство.

## Статистика виступів

### Клубна
| Сезон   | Клуб       | Країна    | Змагання         | Матчі | Голи |
| ------- | ---------- | --------- | ---------------- | ----- | ---- |
| 1988/89 | Істра 1961 | Югославія | II ліга          | ?     | ?    |
| 1989/90 | «Загреб»   | Югославія | II ліга          | ?     | ?    |
| 1990/91 | «Загреб»   | Югославія | II ліга          | ?     | ?    |
| 1992    | «Пула»     | Хорватія  | Перша ліга       | 15    | 0    |
| 1992/93 | «Сегеста»  | Хорватія  | Перша ліга       | 14    | 0    |
| 1993/94 | «Сегеста»  | Хорватія  | Перша ліга       | 30    | 3    |
| 1994/95 | «Сегеста»  | Хорватія  | Перша ліга       | 24    | 1    |
| 1995/96 | «Сегеста»  | Хорватія  | Перша ліга       | 18    | 0    |
| 1996/97 | «Сегеста»  | Хорватія  | Перша ліга       | 29    | 0    |
| 1997/98 | «Самобор»  | Хорватія  | Перша ліга       | 14    | 0    |
| 1998/99 | «Енергі»   | Німеччина | Друга Бундесліга | 34    | 0    |
| 1999/00 | «Енергі»   | Німеччина | Друга Бундесліга | 34    | 0    |
| 2000/01 | «Енергі»   | Німеччина | Бундесліга       | 34    | 0    |
| 2001/02 | «Енергі»   | Німеччина | Бундесліга       | 31    | 0    |
| 2002/03 | «Енергі»   | Німеччина | Бундесліга       | 9     | 0    |
| 2003/04 | «Енергі»   | Німеччина | Друга Бундесліга | 9     | 0    |
| 2004/05 | «Енергі»   | Німеччина | Друга Бундесліга | 20    | 0    |
| 2005/06 | «Енергі»   | Німеччина | Друга Бундесліга | 34    | 0    |
| 2006/07 | «Енергі»   | Німеччина | Бундесліга       | 33    | 0    |
| 2007/08 | «Енергі»   | Німеччина | Бундесліга       | 10    | 0    |
| 2008/09 | «Енергі»   | Німеччина | Бундесліга       | 0     | 0    |

## Титули і досягнення
- Чемпіон світу (U-20): 1987